# Newellton
Newellton is een plaats (town) in de Amerikaanse staat Louisiana, en valt bestuurlijk gezien onder Tensas Parish.

## Demografie
Bij de volkstelling in 2000 werd het aantal inwoners vastgesteld op 1482.
In 2006 is het aantal inwoners door het United States Census Bureau geschat op 1349, een daling van 133 (-9.0%).

## Geografie
Volgens het United States Census Bureau beslaat de plaats een oppervlakte van
2,3 km², waarvan 2,0 km² land en 0,3 km² water. Newellton ligt op ongeveer 24 m boven zeeniveau.

## Plaatsen in de nabije omgeving
De onderstaande figuur toont nabijgelegen plaatsen in een straal van 36 km rond Newellton.